# Бор (Кіриський район)
Бор (рос. Бор) — присілок у Кіриському районі Ленінградської області Російської Федерації.
Населення становить 98 осіб. Належить до муніципального утворення Глажевське сільське поселення.

## Історія
Згідно із законом від 1 вересня 2004 року № 49-оз органом  місцевого самоврядування є Глажевське сільське поселення.

## Населення
| 1838 | 1862 | 1997 | 2002 | 2007 | 2010 | 2017 |
| ---- | ---- | ---- | ---- | ---- | ---- | ---- |
| 194  | ↗208 | ↘125 | ↘106 | ↘101 | ↘75  | ↗98  |